# Rozoy-sur-Serre
Rozoy-sur-Serre település Franciaországban, Aisne megyében. Lakosainak száma 922 fő (2022. január 1.). Rozoy-sur-Serre Archon, Berlise, Chéry-lès-Rozoy, Noircourt, Parfondeval, Raillimont, Rouvroy-sur-Serre, Soize, Fraillicourt és Renneville községekkel határos.

## Népesség
A település népessége az elmúlt években az alábbi módon változott:
| Lakosok száma | 1201 | 1187 | 1095 | 1039 | 1012 | 1008 | 1007 | 1002 | 975  | 922  |
|               | 1968 | 1982 | 1990 | 2006 | 2013 | 2015 | 2017 | 2019 | 2020 | 2022 |